# Список умерших в 1902 году
В этой статье представлен список известных людей, умерших в 1902 году.
См. также: Категория:Умершие в 1902 году

## Январь
- 1 января — Балакиши Араблинский (73) — военачальник Русской Императорской Армии, генерал-лейтенант.
- 7 января — Михаил Кауфман (80) — русский генерал, военный инженер, участник Крымской войны.
- 9 января — Иона Киевский — православный святой, преподобный, чудотворец.
- 10 января — Алексей Кожевников (65) — русский невропатолог.
- 25 января — Николай Соловцов (44) — российский актёр, режиссёр, антрепренёр.

## Февраль
- 2 февраля — Владимир Тизенгаузен (77) — историк-востоковед.
- 8 февраля — Сергей Мосин (52) — русский конструктор и организатор производства стрелкового оружия.
- 8 февраля — Нил Филатов (54) — российский врач, основатель русской педиатрической школы.
- 14 февраля — Николай Ломакин (72) — русский генерал, участник Туркестанских походов.
- 18 февраля — Юлиус Вольф — немецкий врач, хирург, специалист по ортопедии и остеологии.
- 21 февраля — Александр Ерицян (60) — армянский писатель, историк, арменовед.
- 27 февраля — Мозес, Стэнли — австралийский и французский скрипач.
- 27 февраля — Объездчик Морант (37) — австралийский ковбой, наездник, поэт, офицер колониальных австралийских сил и осуждённый военный преступник.
- 28 февраля — Фёдор Зброжек (52) — русский инженер-гидротехник.

## Март
- 2 марта — Антонин (Державин) — епископ Русской православной церкви, епископ Псковский и Порховский.
- 6 марта — Мориц Капоши (64) — венгерский врач, дерматолог, впервые описавший саркому, позднее получившую его имя.

## Апрель
- 6 апреля — Глеб Успенский (58) — русский писатель.
- 9 апреля — Христофор Кара-Мурза (49) — армянский композитор, хоровой дирижёр, фольклорист, музыкальный просветитель.
- 13 апреля — Александр Лазаревский (67) — известный украинский историк.
- 15 апреля — Дмитрий Сипягин — русский государственный деятель, министр внутренних дел в 1900—1902 годах.
- 16 апреля — Александр Риццони (66) — русский художник, брат художников Павла и Эдуарда Риццони.
- 26 апреля — Модест (Стрельбицкий) (78) — епископ Русской православной церкви, духовный писатель, магистр Киевской духовной академии, архиепископ Волынский и Житомирский, Почаево-Успенской лавры Священно-Архимандрит.

## Май
- 5 мая — Брет Гарт (65) — американский писатель.
- 10 мая — Григорий Купчанко (52) — журналист, этнограф и общественный деятель Буковины, принадлежавший к русскому направлению.
- 17 мая — Михаил Семякин (55) — русский государственный деятель, действительный статский советник, генерал майор, Подольский и Могилевский губернатор.
- 19 мая — Александр Пель (92) — архитектор, работавший в Санкт-Петербурге.
- 25 мая — Алексей Бенуа (63 или 64) — известный российский архитектор, работавший в Туркестане, племянник известного архитектора Николая Бенуа.
- 26 мая — Жан-Жозеф Бенжамен-Констан — французский художник и график.
- 29 мая — Михаил Клодт (69) — русский художник-пейзажист второй половины XIX века.
- 30 мая — Людвикас Янавичюс (42) — литовский социал-демократ-революционер, один из руководителей I Пролетариата.

## Июнь
- 3 июня — Ибрагим-бек Даватдаров (50) — подполковник российской императорской армии.
- 5 июня — Дэниел Купер (80) — британско-австралийский политик, торговец и филантроп.
- 10 июня — Гирш Леккерт — революционер, по профессии сапожник.
- 18 июня — Сэмюэл Батлер (66) — английский писатель, художник, переводчик.
- 22 июня — Алексей Андриевский (57) — российский и украинский историк, публицист, редактор и педагог.
- 27 июня — Арчил Чавчавадзе (61) — князь, российский генерал, герой русско-турецкой войны 1877—1878 гг.

## Июль
- 4 июля — Вивекананда (39) — индийский философ и общественный деятель.
- 6 июля — Андрей Пумпур (60) — латышский поэт, один из ярких представителей «народного романтизма».
- 9 июля — Марк Антокольский (58) — знаменитый скульптор-реалист.
- 21 июля — Альфред Федецкий (45) — известный русский фотограф.

## Август
- 8 августа — Адольф Реммерт (67) — главный военно-медицинский инспектор.
- 8 августа — Джон Твахтман (49) — американский художник-импрессионист.
- 9 августа — Александер Сазерленд (50) — австралийский журналист, учитель, писатель, философ и литературовед, историк литературы.
- 11 августа — Иван Лавров (74 или 75) — российский артист оперы (тенор) и драматический актёр.
- 23 августа — Генрих Семирадский (58) — польский и русский художник, один из крупнейших представителей академизма.
- 25 августа — Авксентий Цагарели (45) — грузинский драматург, режиссёр и актёр.
- 31 августа — Сафарали-бек Гасан-бек оглы Велибеков (41) — выдающийся азербайджанский педагог.

## Сентябрь
- 1 сентября — Фёдор Бронников (74) — русский художник, профессор исторической живописи.
- 18 сентября — Исаак Рюльф (71) — немецкий писатель.
- 23 сентября — Иван Мушкетов (52) — выдающийся русский учёный, геолог и географ.
- 29 сентября — Эмиль Золя (62) — французский писатель.

## Октябрь
- 3 октября — Винцас Петарис (51) — литовский писатель и публицист.
- 7 октября — Иоганн Фельско (88) — лифляндский прибалтийско-немецкий архитектор.
- 24 октября — Владислав Заремба — украинский композитор, пианист и педагог.

## Ноябрь
- 11 ноября — Николай Шишкин (72) — министр иностранных дел России.
- 12 ноября — Аполлон Кривошеин(68) — русский государственный деятель, крупный чиновник.
- 21 ноября — Фёдор Стравинский (59) — русский оперный певец (бас) польско-русского происхождения. Отец композитора Игоря Стравинского.
- 26 ноября — Антанас Баранаускас (67) — литовский поэт и языковед (писал также на польском языке).

## Декабрь
- 5 декабря — Фридрих Христианович Гомилиус (89) — немецко-российский валторнист, музыкальный педагог и композитор.
- 16 декабря — Василий Ефимов (45) — русский юрист, ординарный профессор, доктор гражданского права.
- 24 декабря — Павел Назимов (73) — русский мореплаватель, вице-адмирал, кругосветный путешественник, исследователь Тихого океана.
- 27 декабря — Мария Якунчикова (32) — русская художница; туберкулёз.

## Дата неизвестна или требует уточнения
- Иосиф (Соколов) — епископ Русской православной церкви, епископ Михайловский, викарий Рязанской епархии, духовный писатель.